# Sarpanit
Sarpanit (podle jiných překladů též Zarpanit, Zarpandit, Zerpanitum, Zerbanitu, nebo Zirbanit) je podle babylonské mytologie matka-bohyně a manželka hlavního boha, Marduka. Jejich svatba byla v Babylónu každoročně oslavována s příchodem Nového Roku. Sarpanit byla uctívána jako narůstající Měsíc, velmi často byla zobrazována jako těhotná. Je také známá pod jménem Erua. Pravděpodobně je totožná s Gamsu, Ištar a Beltis.